# 한국계란유통협회
한국계란유통협회는 계란가격 조사 및 안정화, 현대적 유통방안 연구, 체화농가에 대한 판매구조 활성화 등 목적으로 2004년 10월 28일 설립된 대한민국 농림수산식품부 소관의 사단법인이다. 사무실은 서울특별시 구로구 개봉1동 472, 두산상가 3층 304호에 있다.

## 주요 사업
- 계란가격 조사 및 안정화를 위한 대책 수립
- 계란의 현대적 유통방안 연구
- 계란 체화농가에 대한 판매구조 활성화
- 계란 포장재 구매시스템 개선
- 유통업체와 채란농가와의 상호이익적 관계 모색